# Gerhard Nourney
Gerhard Nourney (* 12. Dezember 1943 in Preußisch Stargard) ist ein ehemaliger deutscher Diplomat.

## Leben
Das Studium der Rechtswissenschaft an den Universitäten in München, Lausanne und Bonn schloss er mit der Promotion zum Dr. iur. ab. Nach dem Eintritt in den Auswärtigen Dienst 1972 folgten Verwendungen am Generalkonsulat in Edinburgh (als Attaché) sowie im Auswärtigen Amt (im Grundsatzreferat der Personalabteilung). 1976 wurde Gerhard Nourney Ständiger Vertreter des Botschafters in Uganda. Drei Jahre später wurde er Kulturattaché sowie Leiter der Rechts- und Konsularabteilung in der Botschaft in Kolumbien. 1982 wurde er Referent für Grundsatzfragen der Entwicklungspolitik in der Wirtschaftsabteilung des Auswärtigen Amtes. 1985 bis 1988 war Nourney stellvertretender Leiter der Politischen Abteilung an der Deutschen Botschaft in Frankreich. 1988 war er Mitarbeiter in der Abteilung für Abrüstung und Rüstungskontrolle und später in der Personalabteilung des Auswärtigen Amtes.
1991 wurde Nourney Ständiger Vertreter des Botschafters und Leiter der Politischen Abteilung an der Botschaft in Griechenland. Anschließend wurde er 1996 Leiter des Referats für Westeuropa in der Politischen Abteilung des Auswärtigen Amtes. 1999 wurde er Gesandter und Leiter der Politischen Abteilung an der Botschaft in der Türkei. Von 2002 bis Juli 2005 war Nourney Botschafter und Leiter der Aus- und Fortbildungsstätte des Auswärtigen Amtes. Von 2005 bis zu seiner Versetzung in den Ruhestand im Jahre 2008 leitete er die Deutsche Botschaft in Kopenhagen (Dänemark).

## Auszeichnungen
- 1997: Großes Silbernes Ehrenzeichen für Verdienste um die Republik Österreich[1]